# Tunguska brasileño
Tunguska brasileño (en portugués: tunguska brasileiro) es el término por el cual fue conocido un evento ocurrido en el estado brasileño de Amazonas el 13 de agosto de 1930. Este evento es análogo al evento de Tunguska en Siberia, Rusia. Aborígenes, plantadores de caucho y pescadores relataron haber visto «bolas de fuego» caer desde el cielo. 
Posteriormente fueron encontrados en la región astroblemas de hasta un kilómetro de diámetro. Partiendo de datos del evento se cree que se trata de restos de las Perseidas, una lluvia de meteoros que surcan los cielos durante el mes de agosto.